# ماکس گوتوالد
ماکس گوتوالد (انگلیسی: Max Gottwald؛ زادهٔ ۱۳ سپتامبر ۲۰۰۰) بازیکن فوتبال است.
از باشگاه‌هایی که در آن بازی کرده‌است می‌توان به باشگاه فوتبال کارل زایس ینا اشاره کرد.